# Farkhad Kharki
Farkhad Kharki (n. 20 aprilie 1991) este un halterofil ce a reprezentat Kazahstan, medaliat olimpic. A participat la o ediție a Jocurilor Olimpice (2016) în care a câștigat o medalie de bronz.

## Participări
Lista de mai jos prezintă principalele competiții la care a participat Farkhad Kharki de-a lungul carierei.
- Haltere la Jocurile Olimpice de vară din 2016 - masculin 62 kg